# Vilvan
Vilvan (ryska: Vil’van) är en ort i Azerbajdzjan.   Den ligger i distriktet Lənkəran Rayonu, i den sydöstra delen av landet, 200 km sydväst om huvudstaden Baku. Antalet invånare är 4 372.
Terrängen runt Vilvan är platt åt nordost, men åt sydväst är den kuperad. Runt Vilvan är det ganska tätbefolkat, med 120 invånare per kvadratkilometer.. Närmaste större samhälle är Lankaran, 12,2 km sydost om Vilvan.
Omgivningarna runt Vilvan är en mosaik av jordbruksmark och naturlig växtlighet.